# Хафвеј Хаус (Пенсилванија)
Хафвеј Хаус (енгл. Halfway House) насељено је место без административног статуса у америчкој савезној држави Пенсилванија.

## Демографија
По попису из 2010. године број становника је 2.881, што је 1.058 (58,0%) становника више него 2000. године.
| Група             | 2000.         | 2010.         |
| Белци             | 1.705 (93,5%) | 2.436 (84,6%) |
| Афроамериканци    | 58 (3,2%)     | 232 (8,1%)    |
| Азијати           | 25 (1,4%)     | 81 (2,8%)     |
| Хиспаноамериканци | 21 (1,2%)     | 82 (2,8%)     |
| Укупно            | 1.823         | 2.881         |